# Comté de Custer (Idaho)
Pour les articles homonymes, voir Comté de Custer.
Le comté de Custer est un comté des États-Unis situé dans l’État de l'Idaho. En 2000, la population était de 4 342 habitants. Son siège est Challis. Le comté a été créé en 1881 et nommé en l'honneur de la mine du Général Custer, découverte cinq ans plus tôt.

## Géolocalisation
|                               | Comté de Lemhi  |                |
| Comté de Valley               | Comté de Custer | Comté de Butte |
| Comté d'Elmore Comté de Boise | Comté de Blaine |                |

## Démographie
| 1890  | 1900  | 1910  | 1920  | 1930  | 1940  |
| ----- | ----- | ----- | ----- | ----- | ----- |
| 1 870 | 2 049 | 3 001 | 3 550 | 3 162 | 3 549 |

| 1950  | 1960  | 1970  | 1980  | 1990  | 2000  |
| ----- | ----- | ----- | ----- | ----- | ----- |
| 3 318 | 2 996 | 2 967 | 3 385 | 4 133 | 4 342 |

| 2010  | - | - | - | - | - |
| ----- | - | - | - | - | - |
| 4 368 | - | - | - | - | - |

## Principales villes
- Challis
- Clayton
- Lost River
- Mackay
- Stanley